# The Matrix Awakens
The Matrix Awakens es un mundo abierto videojuego y demostración de tecnología de 2021 desarrollado por Epic Games utilizando Unreal Engine 5 en asociación con Warner Bros. Pictures, The Coalition, Wētā FX, Evil Eye Pictures, SideFX y otros para PlayStation 5 y Xbox Series X y Series S, que sirve como vínculo de marketing para la película de 2021 The Matrix Resurrections.
Lanzado durante los 2021 Game Awards el 9 de diciembre de 2021, presenta a Trinity (Carrie-Anne Moss) y Neo (Keanu Reeves), junto con modelos fotorrealistas escaneados en 3D de Moss y Reeves del presente, retratados por ellos mismos, en escenas cinematográficas y de QTE donde el jugador puede tomar el control de IO, un personaje que Epic presentó con la herramienta creadora MetaHuman de Unreal.
Si bien la demostración no se lanzó para PC, Epic lanzó el entorno de la ciudad en la demostración como un proyecto de muestra titulado "City Sample" en su taller de Unreal Engine 5. Esto fue utilizado inmediatamente por los fanáticos para generar un paquete ejecutable de Windows en el que se puede navegar por la ciudad, ofreciendo la posibilidad de controlar varios parámetros del motor del juego. Los recursos también se reutilizaron más tarde en varias demostraciones hechas por seguidores con personajes como Spider-Man y Batman.

## Desarrollo
La demostración fue escrita y dirigida por la directora de Resurrections Lana Wachowski, y muchos miembros del equipo que trabajó en las tres primeras películas de Matrix participaron en el proyecto, incluidos John Gaeta, James McTeigue, Kym Barrett y Kim Libreri, el director de tecnología de Epic Games.

## Recepción
Eurogamer comentó que el juego parecía un "4K adecuado" en PS5 y Xbox Series X mediante el uso de tecnología TSR de superresolución temporal para renderizado subnativo. Ars Technica elogió los efectos de partículas de la demostración, el trazado de rayos y la iluminación, y el alcance de su distancia de dibujo. VentureBeat opinó que esta demostración de tecnología era "una señal bastante buena de que Epic Games se toma en serio la construcción de su propio metaverso". GameSpot comentó que The Matrix Awakens fue "una impresionante demostración tecnológica que hace mucho para desdibujar aún más las líneas entre juegos y películas, y quizás incluso la realidad" como sugiere la narrativa de la demostración.